# Волока (Вижницький район)
Воло́ка (рум. Voloca, нім. Woloka) — село в Вашківецькій громаді, Вижницького району, Чернівецької області України.

## Назва
Походження назва цього села від того, що в цьому місці вирубували дерева і волоком тягли до річки Черемош і місцем яким тягли ліс називали «Волочиною» і від цього пізніше село назвали Волокою.

## Історія

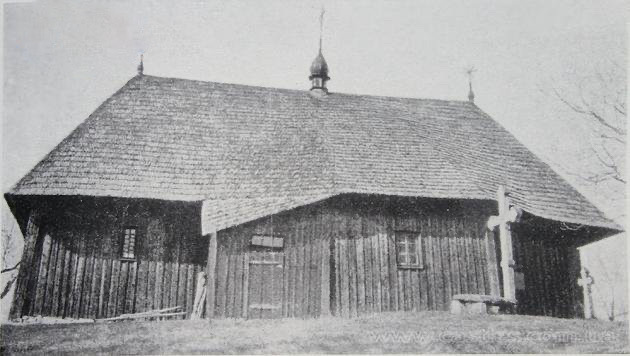
Церква на поч. ХХ ст. З книги «Українське мистецтво» Вадима і Данила Щербаківських 1913 рік

Вперше про дане місце згадується в буковинських документах 1504 роках
Як стверджує молдавський літописець Йон Некулче (1672-1745) у своїй праці «Купа слів»: «Коли поляки уклали мир з Штефаном III, Іоан Теуту будучи видатним логофетом був відправлений до поляків. І вони віддали Лесеску Тауту ці села на краю: Довгопілля, Путилу, Розтоки, Вижницю, Іспас, Мілієве, Коритне, Карапчів, Замостя, Вашківці, Волока. Усе передали краю Лесеску Тауту з Логофатулу. І вони встановили ліміт води з Черемошу у неділю вранці»
З 24 серпня 1991 року село входить до складу незалежної України.

## Традиції
Однією з традицій цього села є колядування молодих, або вертеп. Ця подія відбувається 6 січня, в Різдвяний Святковий вечір: після вечері молодь збирається і ходить від хати до хати, вітаючи односельчан з Різдвом Христовим. Зазвичай цей обряд проходить так. Два «пастирі» (переодягнені у названих осіб підлітки) після того, як заколядували під вікном будинку господаря, заходять у хату з вертепом, на якому зображена Мати Божа з новонародженим Ісусом в яслах. «Пастирі» ставлять вертеп на стіл, а самі лягають біля столу. Один з них промовляє: «Що за чудо, що за диво, чи то, може, мріє, щось то нині дуже живо на небі зоріє». Інший відповідає: «То не дніє, не зоріє – ще далеко день, – то в вертепі так сіяє, певно, там вогонь». Після цих слів у хату входить «ангел» – маленький хлопчик, одягнений у біле вбрання з крилами та мечем у руці. Він говорить такі слова: «Не лякайтесь, не смутіться, я приношу вість для вас. Ідіть Богу помоліться, бо народився Спас. До вертепу поспішайте, Сина Божого вітайте і всім людям розкажіть, що прийшов Христос на світ». Після сказаних ангелом слів у хату входить три «царі», співаючи: «Ангел пастирям мовив: «Христос нам ся народив у Вифлеємі, у містечку убогім у роді Давидовім від Діви Марії». «Тоді перший «цар» говорить такі слова: «Ми ідемо із колядою, із небесною звіздою зі Сходу». Другий «цар» каже: «До Царя ідемо нового, що народився  для всього народу». Третій «цар» промовляє: «Ми ідемо зложити щиро миру Господу».
Після цього в хату вбігає «жид» з валізою, повною різних речей, які хоче продати. «Ангел» зацьковує «жида» словами: «Жиде, ми не міняєм і не торгуєм, тебе тут не треба».
У хату входить усі колядники, колядуючи «Бог Предвічний народився…», після чого господарі частують учасників вертепу, віддячують грошима, за які потім парубки організовують різдвяні дводенні танці для односельчан та гостей села.

## Населення
Згідно з переписом УРСР 1989 року чисельність наявного населення села становила 579 осіб, з яких 266 чоловіків та 313 жінок.
За переписом населення України 2001 року в селі мешкали 484 особи.

### Мова
Розподіл населення за рідною мовою за даними перепису 2001 року:
| Мова       | Відсоток |
| ---------- | -------- |
| українська | 99,38 %  |
| російська  | 0,41 %   |
| інші       | 0,21 %   |

## Відомі особи

### Народилися
- Сирота Олег Дмитрович (нар. 26 грудня 1986 рік, Волока – пом. 15 червня 2022 рік) – Військовослужбовець
- Галіп Теодот Мелетійович (1873—1943) — український письменник, політичний і культурний діяч.
- Гайко Георгій Васильович (нар. 1936) — академік Національної академії медичних наук України.
- Манфред Штерн (нар. 1896 рік, Волока — пом. 18 лютого 1954 станція Сосновка, Сибір) — військовий розвідник, революціонер, співробітник Комінтерну, керівник інтербригади в Іспанії.
- Лео Штерн — (нар. 27 березня 1901, с. Волока — р. см. невідомий, Берлін) — німецький історик, публіцист, політолог і громадський діяч. Закінчив Чернівецьку вищу гімназію (нині СШ № 1), а 1927 року — Віденський університет. Академік АН НДР; у 1953—1959 роках — ректор університету імені Мартіна Лютера в м. Галле-Віттенберг. У 1963 та 1968 роках приїздив до Чернівців, читав лекції студентам ЧДУ.
- Сандуляк Микола Мелітович (19 грудня 1932 — 2009, с. Волока) — господарник.
- Соколович Катерина Костянтинівна (1924 — 20 травня 1998, с. Мілієве, Вижницький район, Чернівецька область) — новатор сільськогосподарського виробництва, льонарниця, Герой Соціалістичної Праці.

## Світлини

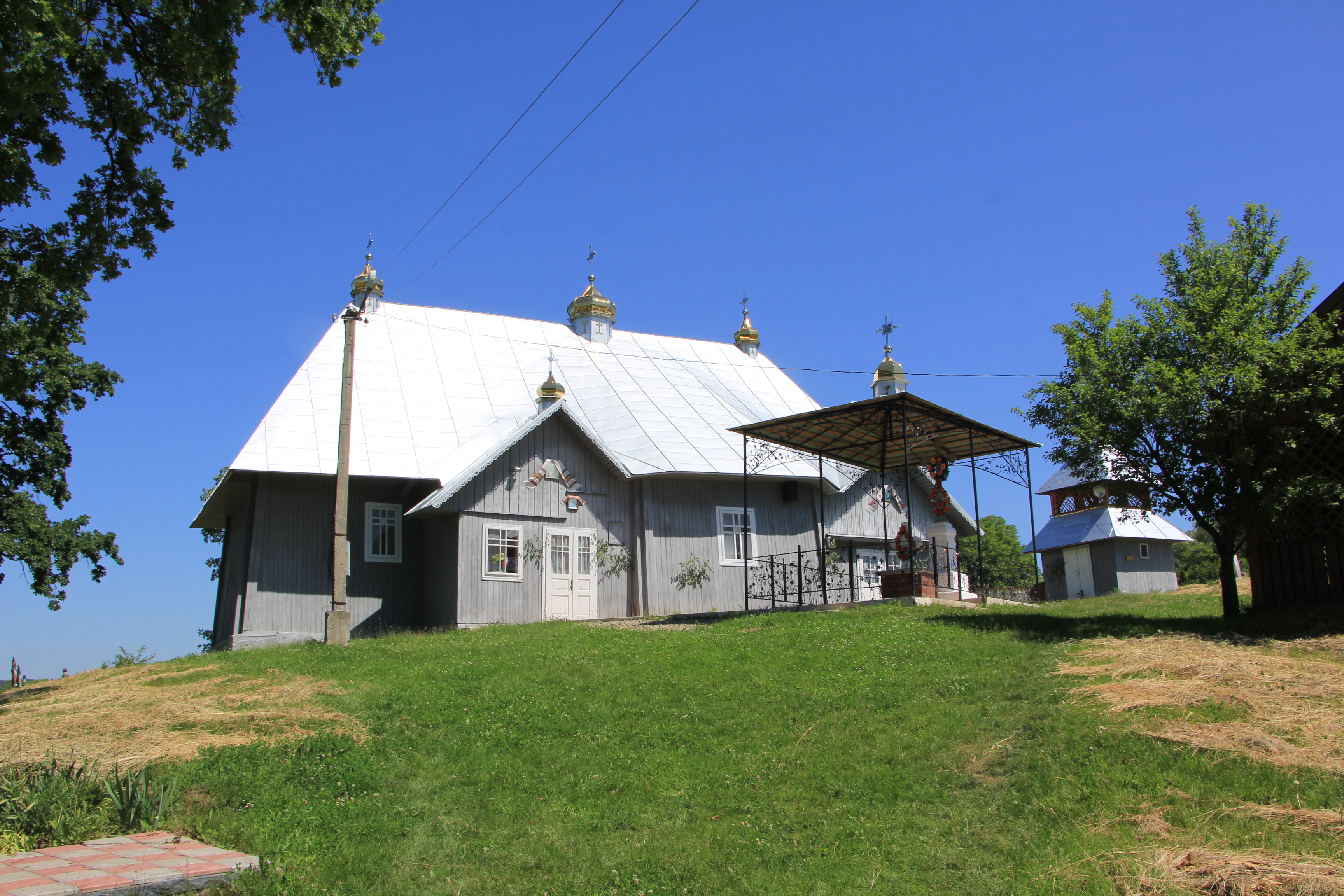
Дерев'яна церква Успіння Пресвятої Богородиці 1783 с. Волока
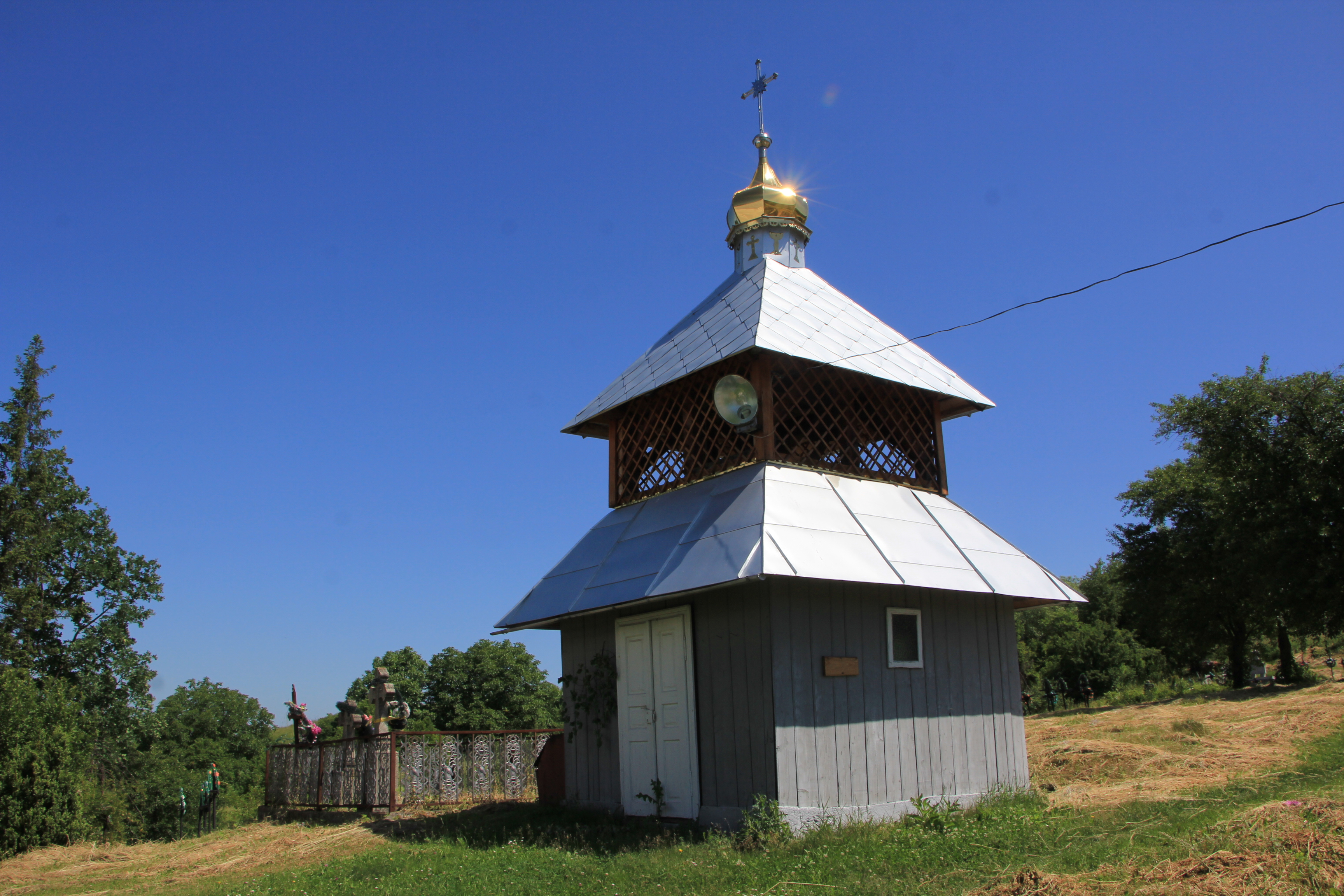
Дерев'яна дзвіниця Успіння Пресвятої Богородиці 1783 с. Волока
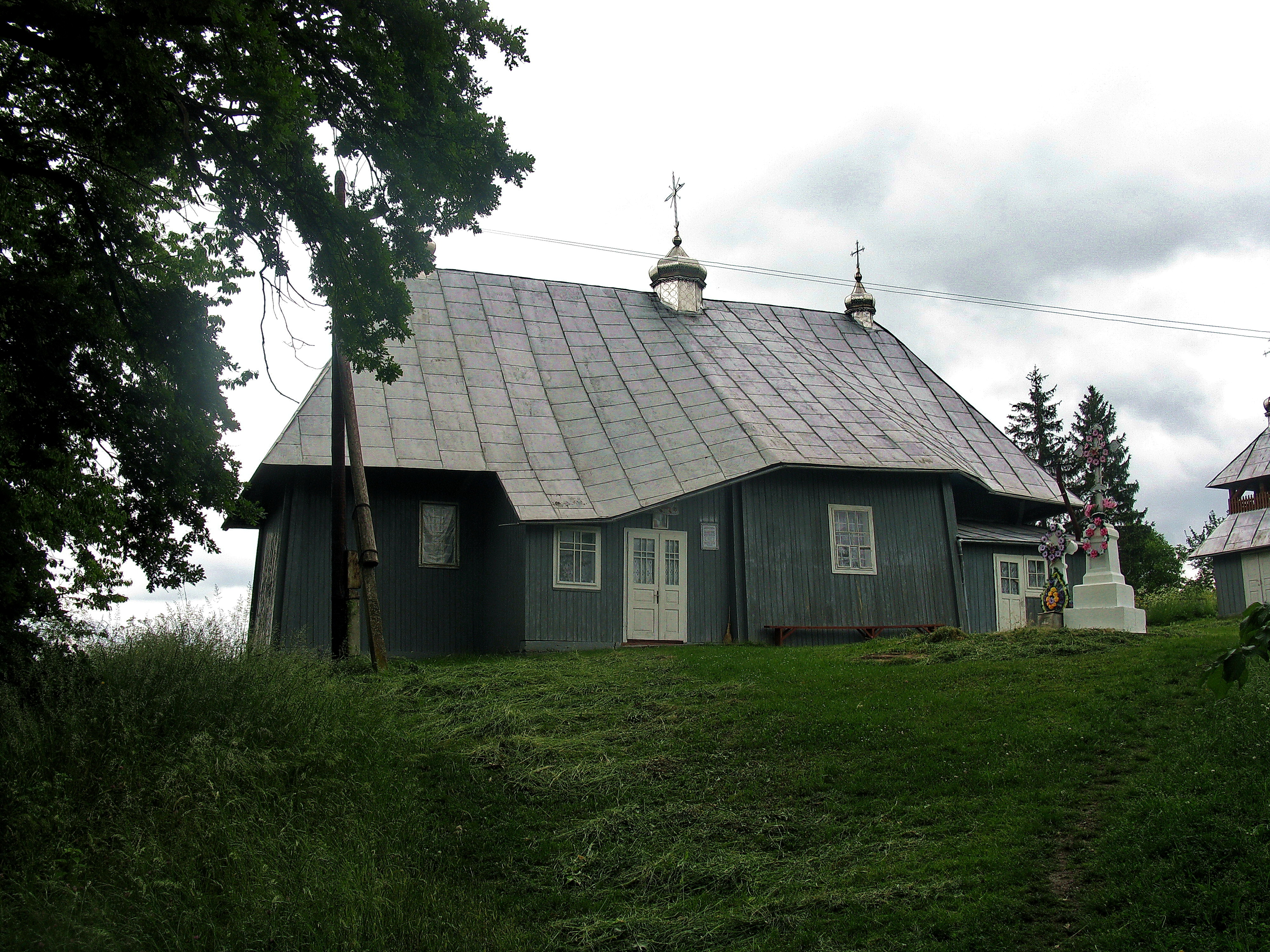
Успенська церква